# Teófilo Erótico
Teófilo Erótico (em grego: Θεόφιλος Ἐρωτικός; romaniz.: Theophilos Erotikos) foi um general bizantino do século XI e governador na região da Sérvia e de Chipre, onde ele liderou uma breve revolta em 1042.

## Biografia

### Revoltas sérvias
Por volta de 1034, de acordo com João Escilitzes, os sérvios renunciaram ao domínio bizantino. Estêvão Vojislau, primo do assassinado João Vladimir, organizou uma revolta no momento que o Império Bizantino passava por uma mudança de imperador. Vojislau foi derrotado, aprisionado em Constantinopla e seu reino foi restaurado sob o controle de Erótico como "estratego da Sérvia". Vojislau conseguiu recuperar sua liberdade e organizou uma nova revolta em 1037 (ou início de 1038), atacando principalmente os aliados sérvios do imperador nas regiões vizinhas. Em 1040, Erótico foi expulso por Vojislau.

### Chipre
Erótico foi, mesmo assim, apontado como governador de Chipre e, em 1042, com a morte de Miguel V, o Calafate e o consequente tumulto no governo imperial, ele decidiu aproveitar-se da situação: ele incitou a população a se revoltar contra o krites local (o mais graduado oficial fiscal e judicial), que foi acusado de taxar excessivamente a população e acabou assassinado pelos rebeldes. O novo imperador, Constantino IX Monômaco, enviou uma frota sob o comando de Constantino Chage, que rapidamente sufocou a revolta e prendeu Erótico. O líder rebelde foi levado a Constantinopla, onde ele foi paradeado a cavalo no hipódromo vestido em roupas de mulher. Após esta humilhação pública, suas posses e sua fortuna foram confiscadas e ele foi libertado.